# Peasiella conoidalis
Peasiella conoidalis is een slakkensoort uit de familie van de Littorinidae. De wetenschappelijke naam van de soort is voor het eerst geldig gepubliceerd in 1868 door Pease.